# Предраг Аздејковић
Предраг Аздејковић (Леонберг, 15. јул 1978) српски је геј активиста, писац и новинар.

## Биографија
До своје шесте године живео је у Немачкој, када се 1984. године са родитељима преселио у Србију. Покретач је и главни и одговорни уредник регионалног геј-лезбејског инфо портала ГејЕхо и уредник рубрике Квир рејнбоу у месечнику Јелоу кеб. Радио је као колумниста у дневним листовима Сутра и Борба, као и на веб-порталу Е-новине. Текстови су му објављивани у Времену, Бетону и Статусу. ВИП блогер на блогу Б92 за који пише од јуна 2006. године. Коаутор збирке текстова „Други — Од патријархалне конструкције до алтернативне политике“, коју су издали центар Квирија и Жене у црном из Београда. Аутор збирке сатиричних текстова „Време хемороида“ коју је у октобру 2011. године издао Ред бокс из Београда. Члан је Удружења новинара Србије од 2009. године и Главног одбора Социјалдемократске уније до маја 2011.

## Активизам
Оснивач је радне групе Квирије при Социјалдемократској унији, тада једине геј-лезбејске радне групе при некој политичкој партији у Србији. Као њен координатор, у децембру 2000. године покренуо је кампању легализације истополних бракова. Политички противници тадашњег Демократске опозиције Србије искоришћавали су ту кампању да оптужују ДОС за промоцију хомосексуалности. Кампања је насилно угушена када је група скинхеда упала у просторије Социјалдемократске уније у Београдској 8 у Београду и претукла присутне чланове. При нападу био је задобио тешке телесне повреде. Тај напад је био једна од тема британског документарца „Иза ружичасте завесе“ новинара и режисера Метјуа Чарлса.
Координатор радне групе Квирије био је од 2000. године до 2006, када је група постала независна невладина организација. Организацију напушта у марту 2009. године и оснива Геј-лезбејски инфо центар чији је председник.
Био је координатор кампање „Не у НАТО“ која се противила уласку Србије у НАТО савез из антимилитаристичких побуда.
Предводио је делегацију геј-лезбејских активиста на састанку са председником Републике Србије Борисом Тадићем, на коме се разговарало о положају ЛГБТ популације у Србији и на коме је председник подржао одржавање параде поноса.
Директор је Међународног фестивала квир филма Мерлинка који се први пут одржао у децембру 2009. године у Дому омладине Београду. За организовање тог фестивала добио је Кристалну награду за најбољи комуникацијски приступ пројекту.
Члан је Удружења новинара Србије од 2009. године.
Члан је Главног одбора Социјалдемократске уније од 2009. године, и тиме је постао први аутовани геј политичар у Србији. У јулу 2011. године однео је оставку на место члана Главног одбора СДУ и ишчланио се из странке због сукоба са страначким функционерима.
Главни и одговорни уредник и оснивач је геј магазина „Оптимист“, чији се први број појавио у јулу 2011. године.
Био је члан Комисије за жалбу Савета за штампу од 2012. до 2015. године.
У јуну 2013. године добио је Признање за најиновативнији приступ за промоцију права дискриминисаних група у Србији, које су му доделили Министарство омладине и спорта и немачка невладина организација ГИЗ.
Члан жирија на Берлиналу 2015. године који додељује Теди награде за најбоља филмска остварења ЛГБТ тематике.

## Медијски наступи
2011. био је један од првих геј активиста који се појавио на некој националној телевизији у Србији и јавно говорио о геј правима и легализацији истополних бракова.
Учествовао је у емисијама „Дођи на вечеру“ и Вече са Иваном Ивановићем на Првој српској телевизији, Јавна тајна на РТВ Пинк, Поподне са Луном ЛУ на Б92, Ћирилица на Happy TV, ОКО магазин на РТС 1, Љубав и мода на Палма плус, Живот у тренду на РТВ Пинк, Културни нокаут на РТС 1 и многим другим.